# Arno (historietista)
Arnaud Dombre, conocido por su seudónimo Arno (París, 4 de enero de 1961 - París 7 de julio de 1996) fue un dibujante de cómic francés.

## Biografía
Arno nació de madre finlandesa y padre francés. Pasó su juventud viajando para seguir las tareas de su padre diplomático, incluido Irak, Venezuela, Chile.
Se desarrolla e inventa dibujos animados con sus dos hermanos, a escondidas de sus padres que no quieren que los cómics a la casa. Al llegar a Francia a los dieciséis años, aprobó el bachillerato y luego se unió a una academia de dibujo.
Publicó por primera vez en 1981 en la revista Metal Hurlant, donde conoció a Alejandro Jodorowsky. Ambos crean la serie de aventuras de Alef-Thau, "gran saga mágica", que ilustra a la 7 º álbum y aparece ediciones los humanoides. En el mismo editor, Arno dibuja historias cortas sobre la infancia, reunidas en la colección Kids, publicada en 1985. En 1987, Arno y José-Louis Bocquet están interesados en los "soldados olvidados" de la Segunda Guerra Mundial con la serie. Anton Six. En 1993, Casterman publicó su primera historia como autor completo:Agustín, la encrucijada. Según Patrick Gaumer, "la elegancia y la eficacia de su línea lo convierten en un autor talentoso que realmente renueva el género".
Falleció como resultado de una larga enfermedad provocada por un accidente de tráfico el 7 de julio de 1996.

## Publicaciones
- Zodiaque, un trabajo colectivo con Arno, Caro, Caza, Yves Chaland / Doug Headline, Cheraqui, Luc Cornillon, Michel Crespin, Dodo / Ben Radis, Jean-Claude Gal, Paul Gillon, Dominique Hey, Kent Hutchinson, Chantal Montellier, Hugo Pratt, Martin Veyron, Al Voss / Angelfred, (Humanoides Asociados), coll. "Pie celoso", 1983
- Las aventuras de Alef-Thau, guion de Alejandro Jodorowsky, The Associated Humanoids
- El baúl infantil, 1983
- El príncipe pingüino, 1984
- El rey tuerto, 1986
- El señor de las ilusiones, 1988
- El emperador cojo, 1989
- Hombre sin realidad, 1991
- La puerta de la verdad, 1994
- El roble del soñador, guion Jean-François Benoist, Bayard Presse, 1984
- Niños, guion José-Louis Bocquet, The Humanoids Associates, 1985
- Restos, Aedena, 1986
- La más bella trampa de Patrick Grainville (ilustraciones), que libresca n o 25, 1986 Bayard
- Anton Six, guion José-Louis Bocquet, Albin Michel, 1987
- Kriegsspiel, guion José-Louis Bocquet, Alpen Publishers, 1988
- Agustín - La encrucijada, Casterman, 1993
- Ilustración
- El Combate Odiri, novela ilustrada, guion de Georges-Olivier Châteaureynaud, Pocket Bayard, 1991
- Los fugitivos, novela ilustrada, escenario de Jean Guilloré, Pocket Bayard, 1991